# Rhoden (Osterwieck)
Rhoden ist eine Ortschaft der Stadt Osterwieck im Landkreis Harz in Sachsen-Anhalt.

## Geografische Lage
Der Ort liegt im nördlichen Harzvorland zwischen Großem und Kleinem Fallstein, nordwestlich von Osterwieck und südöstlich von Hornburg in Niedersachsen. An seinem südwestlichen Siedlungsrand verläuft der Zieselbach, ein Nebenfluss der Ilse.

## Geschichte
Rhoden wurde im Jahre 1235 mit Hugoldus de Roden erstmals erwähnt. 1302 wird der Ort als Rode und 1308 als Roden erwähnt. Der Name bedeutet Rodung, Rodungsstelle. Rhoden wurde als Rundlingsdorf angelegt. Der von Rhoden an das Stift Halberstadt zu leistende Zehnt wird bereits in einer Urkunde von 1242 beschrieben. Das Stift vergab an adelige Familien Lehen in Rhoden, wie der Familie von Berwinkel, die ab 1311 ein bischöfliches Lehen im Dorf besaßen.
Rhoden gehörte bis 1648 zum Bistum Halberstadt und gelangte dann an das Fürstentum Halberstadt. Der Ort unterstand direkt dem Amt Hornburg und gelangte 1815 an den Regierungsbezirk Magdeburg der preußischen Provinz Sachsen. Im Jahre 1818 hatte Rhoden zwei adelige Güter, 90 Wohnhäuser, 550 Einwohner, Kirche, Ziegelhütte, Försterei, Gasthof, Wassermühle und Windmahlmühle.
.Rhoden beherbergt mehrere denkmalgeschützte, historische Gebäude. Dazu zählen das Rittergut von Hoym (1670), der Taubenturm (17. Jh.), der Dorfkrug (1554) und die St.-Vitus-Kirche aus dem 12. Jahrhundert.
Nach der am 26. Mai 1952 von der DDR-Regierung erlassenen „Verordnung über Maßnahmen an der Demarkationslinie zwischen der DDR und den westlichen Besatzungszonen Deutschlands“ gelangte auch Rhoden in den Bereich der Grenzsicherungsmaßnahmen. Der Ort wurde durch 5-km- sowie 500-m-Sperrzonen weitgehend auch vom übrigen Gebiet der DDR abgeschnitten. Nichteinwohner konnten in Rhoden lebende Verwandte nur mit einem Passierschein besuchen. Wie im übrigen Grenzgebiet war der Ort auch von Zwangsaussiedlungen betroffen.
Zum 20. Jahrestag der Grenzöffnung wurde wie an weiteren 108 Straßen, die die ehemalige Grenze queren, auch zwischen Rhoden und Stadt Hornburg eine Gedenktafel im Rahmen des Geschichtsprojektes Brocken-Erklärung errichtet. Auf ihr sind Datum und Uhrzeit der Grenzöffnung festgehalten.
Am 1. Januar 2010 schlossen sich die bis dahin selbstständigen Gemeinden Rhoden, Aue-Fallstein, Berßel, Bühne, Lüttgenrode, Schauen und Wülperode mit der Stadt Osterwieck zur neuen Stadt Osterwieck zusammen.

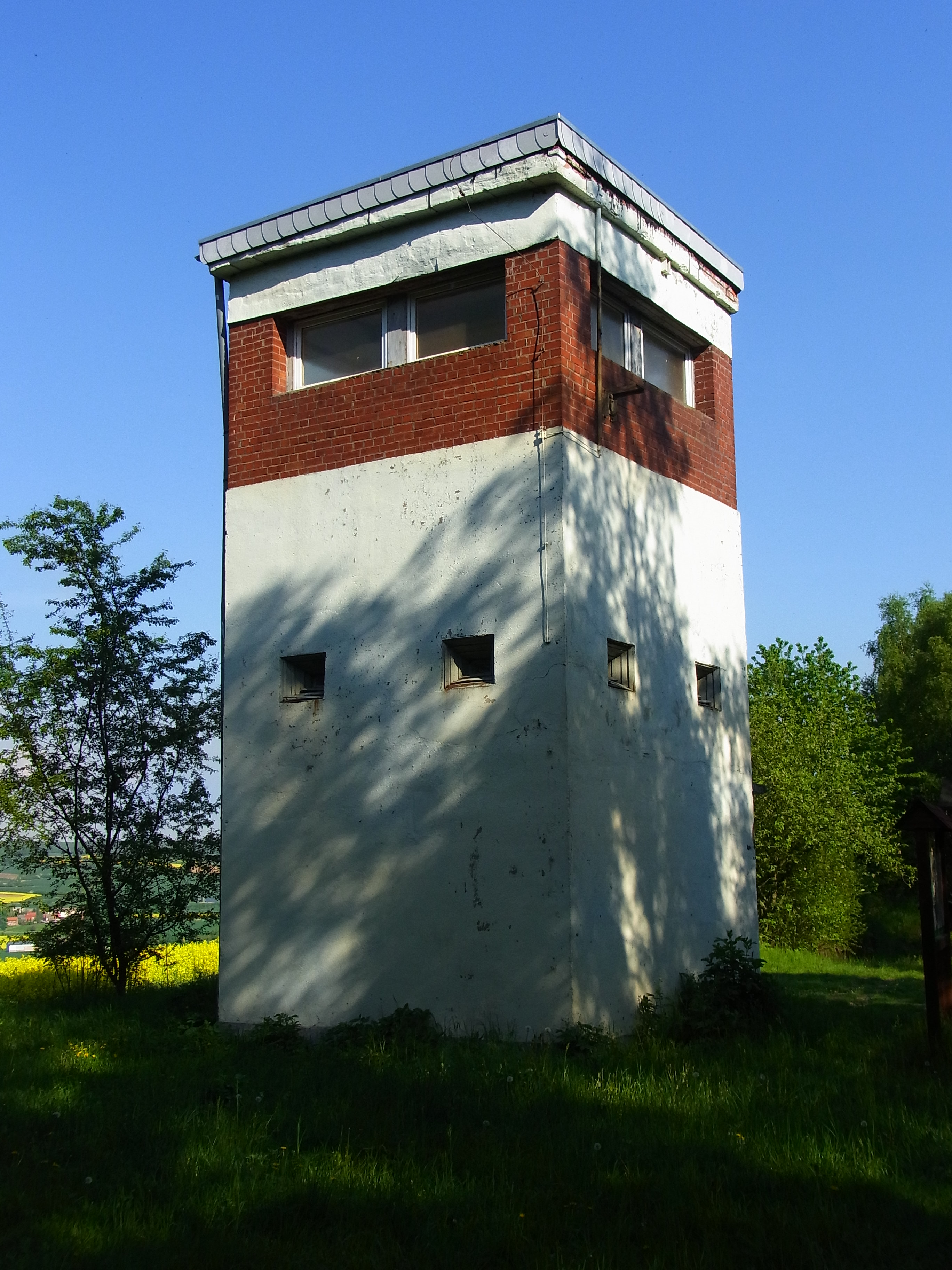
Grenzturm Rhoden (Osterwieck)

## Wappen
| | Blasonierung: „In Silber eine rote Rose mit grünen Kelchblättern und grünem Butzen, überhöht von zwei gekreuzten blauen Doppelhaken.“ |
| Wappenbegründung: Die Farben des Ortes sind Rot - Weiß (Silber). Das Dorf hat ihr Wappen schon länger in Gebrauch. Es wird seit den 30er Jahren verwendet. Die Figur der Rose soll an die Adelsfamilie von Saldern erinnern, die hier reich begütert war und die Geschichte des Ortes mitgestaltet hat. Die geschrägten Doppelhaken beziehen sich auf die früheren Bauaktivitäten im Hügelgebiet des großen Fallsteins, melden ein Gemarkungszeichen und stellen Heils- und Segenszeichen dar. Das Wappen wurde von dem Heraldiker Udo Glathe aus Osterweddingen gestaltet und am 15. Juli 1997 durch das Regierungspräsidium Magdeburg genehmigt. | |